# Mulei Abraém
Mulei Ibraim (Ibrahim; Xexuão 1492 (?) - Setembro (?) de 1539, Fez), chamado Mulei Abraém (Abraem) nas crônicas portuguesas, foi alcaide de Xexuão e senhor de Mequinez.

## Genealogia
Mulei Abraém era filho do alcaide de Xexuão, Cide Alé Barraxe (Mulei Ali ibne Raxide), e de sua esposa castelhana Catalina Fernández, chamada Lalla Zahra depois da sua conversão ao Islão.

## Educação
Tal como seu irmã Citalforra, Mulei Abraém, teve uma educação primorosa: Recebeu a sua formação por um dos maiores estudiosos do seu tempo em Xexuão, cidade-estado, centro da resistência contra os Portugueses, que então ocupavam uma parte das costas marroquinas. Educado em ambas as culturas, espanhola e marroquina, ele gostava da elegância, boas roupas, boa vida e bem-estar; rodear-se de pessoas distinguidas, e de bom humor. Falava as duas línguas perfeitamente, a de seu pai e a de sua mãe o castelhano e, aparentemente, chamava a atenção por sua maneira fina e elegante de fazê-lo. Quase sempre usava uma marlota (jilaba) azul, a cabeça coberta por capuz de musselina branca, e muitas vezes usava uma faixa vermelha, que representava a cidade de Xexuão.

## Chefe de Guerra
Diz dele Bernardo Rodrigues que o conheceu bem:
«fazendo muita guerra contra todos quatro lugares de Africa, convem a saber, Cepta, Tanjere, Alcacer, Arzila, e contra capitães mui ilustres e excelentes, como em Arzila o conde Dom João Coutinho e António da Silveira; e em Tanjere contra os dous Dom Duarte de Meneses, o da India e o d'Evora, e Dom Alvaro d'Abranches; e em Alcacer Pedro Álvarez de Carvalho e seu pai Alvaro de Carvalho e o Cide Rui Díaz de Sousa; e em Cepta o marquês de Vila Real e depois todos seus irmãos, todos capitães excelentes e afamados; de todos alcançou vitorias e nunca ouve revés»

## Alcaide de Xexuão
Em 1512 sucede a seu pai como alcaide de Xexuão onde realiza obras importantes na alcaçova da cidade, construindo uma grande torre e renovando uma das duas portas do souk.
Apesar de, como militar,  fazer guerra com ardor para impedir aos portugueses a penetração no interior das terras, suas relações com os cristãos foram sempre acompanhadas por lealdade, cortesia, generosidade, e quando o caso exigia, para reconhecer um serviço, acostumava dar um cavalo e uma túnica. Até chegou o caso em que libertou cativos cristãos, sem nenhum resgate.
Era seu hábito, como vemos nos  Anais de Arzila,  quando os Portugueses sofriam alguma derrota, ou algumas perdas, enviar cumprimentos de cortesia ao governador de Arzila, oferecendo suas condolências e transmitindo a notícia dos seus prisioneiros Portugueses. Por sua vez, os governadores Portugueses respondiam com a mesma educação e cortesia.
Mulei Abraém esteve casado com Saida Ulim, filha de Maomé Alaroz, alcaide de Alcácer Quibir, e depois com a princesa Lala Aixa (ou Leleaxa, como lhe chama Bernardo Rodrigues), irmã de seu amigo Mulei Hamete, que mais tarde se tornou sultão de Fez e se casou com Citalforra, irmã de Mulei Abraém, e viúva de Almendarim.
Tinha um primo chamado Cide Alal que costumava substituí-lo durante sua ausência.
Outro personagem que fazia parte da sua família era o seu tio, o espanhol Martin Fernandez, irmão de Catalina Fernández/Lalla Zahra, chamado Ali Fernando quando se converteu ao islamismo, e a quem Bernardo Rodrigues, dá o nome de Martinho Elche.
Ali Fernando era altamente considerado por seu sobrinho Mulei Abraém, que lhe ofereceu vários cargos de grande importância, entre os quais a nomeação como a alcaide do Farrobo (Jebel Hebibe) com uma tropa de cinquenta cavaleiros, mas este acabou por abandonar as montanhas de Benamar que tinha no seu cargo, tornando-se a instalar na cidade de Xexuão.

### Batalhas
A primeira vez que Mulei Abraém veio como comandante na luta contra os Portugueses de Arzila, em 1511, tinha ou ia têr vinte anos, porque seu pai tinha adoecido. Foi segundo Bernardo Rodrigues, a única vez que foi vencido.
Em 1517, foi nomeado grande chefe de guerra do Djebel.
Em 1518 dirigiu contra Arzila outra expedição, que foi coroada de éxito.
No ano seguinte de 1519, participa numa incursão que fez Maomé Bortucali na região de Tânger, causando graves prejuízos aos portugueses.
Mulei Abraém aparece em muitas outras batalhas, de 1520 a 1533, onde tenta libertar as cidades ocupadas pelos Portugueses ou pelo menos, impedi-los de entrar no interior das terras.

## Diplomata
Numa dessas batalhas, em Abril de 1529, os marroquinos passaram quatro dias a destroçar as culturas dos arredores de Arzila. Então o capitão da praça Portuguesa, António da Silveira, por sua vez, exerceu grandes represálias, incendiando as culturas dos mouros: «mas, como o fogo tomase ala, com a calma do dia e o vento levante, que a este tempo soprava, em pouco espaço a rejião do ar foi cheia de espeso fumo, e o fogo consumiu toda a mais parte dos pães d'Algarrafa e doutras suas vezinhas e, estendendo-se, pasou a ribeira da Ponte, donde tãobem os d'Alcacere receberão muita parte deste dano, de maneira que aquele dia conhecerão que o fogo lhes podia fazer muito mais dano do que as nosas sementeiras importávão». Por isso, no ano seguinte Mulei Abraém concluiu um acordo com o capitão de Arzila, D. João Coutinho (que vinha de substituir António da Silveira), que estipulava que os combatentes de ambas as partes deviam respeitar antes de tudo as culturas da terra. Este acordo ficou em vigor até a tomada de Fez pelo Xerife Maomé Axeique, em 1549.
Em 8 de maio de 1538, um tratado de paz para onze anos, foi assinado entre o sultão de Fez Amade Uatassi e o Rei de Portugal D. João III. Os plenipotenciários foram: por uma parte Mulei Abraém, com seu filho Mulei Ali ibne Raxide (que os portugueses chamavam Barraxe, como a seu avô), e por a outra D. João Coutinho Conde de Redondo, e capitão de Arzila.

## Homem político
Mulei Abraém jugou um papel importante na cena política no meio dum período um tanto complicado da história de Marrocos. Sempre manteve boas relações com a família Almandri particularmente com as autoridades locais de Tetuão, onde chegou a assumir importantes cargos oficiais, oferecidos pelo próprio Almendarim, seu cunhado, marido de Citalforra.
Quando em 1526 morreu Mulei Mafamede, o Português (Maomé Bortucali), o irmão dele, "Mulei Boaçum" (Alboácem Ali ibne Maomé) sucedeu-lhe, mas Mulei Abraém recusou-se a obedecer-lhe, e depois de um golpe de estado, consegui que fosse seu amigo Mulei Hamete (Amade Uatassi), filho do rei morto, eleito novo rei:
"Neste tempo morreo o belicoso e guerreiro rei de Féz, Mulei Mafamade, e, tendo seu filho, Mulei Hamete, muito homem e pera ser rei, leixou o reino a Mulei Bohaçum, seu irmão, por erdarem os irmãos o que foi de seu pai, porem a seu filho, Mulei Hamete, deixou por huzir (o mesmo que alguazil, alvazil, etc, isto é ministro de estado) e erdeiro, que por morte do irmão tornase o reino a ele, o que foi causa de muitas disenções e deferenças e causa da morte d'el-rei Mulei Bohaçum (sic)."
"Desta ordem e eleição d'el-rei novo, Mulei Abraém, filho de Alebarraxe, não foi contente, pola muita amizade que antre ele e Mulei Hamete avia, e quizera que logo ficara por rei. Este descontentamento deu logo a entender, não querendo ir a Féz, nem a chamado d'el-rei, nem lhe quis dar obediência, antes escreveo a Mulei Hamete que, se ele se fizese rei, ele era seu e o serviria como leal ". Para isso entendeu-se com o seu cunhado, alcaide de Alcácer Quibir, e os três conseguiram que o novo rei não suspeitasse nada, Mulei Hamete indo a Fez onde foi bem recebido pelo rei.
Mas o dia seguinte "Mulei Abraém chegou acompanhado de mais de dous mil de cavalo, seus e de Mulei Hamete e de outros muitos de Féz, que a o receber e ver sairão, e, tanto que foi diante do alcaide do Cequife [que guardava a porta de Fez], lhe preguntou por quem tinha aquela porta e cidade. O alcaide respondeo que Deos enxalçase a Mulei Bohaçum, seu senhor. Logo Mulei Abraém lhe dise: «Não hás de dizer asi, senão Deos enxalce a Mulei Hamete, rei de Féz»; e, ficando o alcaide embaraçado, ele em alta voz começou a dizer: «Alá ençor Mulei Hamete e Alá aix Mulei Abraém!» e logo todos os seus, a grandes brados, disérão como ele, o que quer dizer «e Deos enxalce a el-rei Mulei Hamete e viva Mulei Abraém!», e, deixando logo ali ao alcaide Mafote em guarda da porta, se foi com toda a jente ás casas d'el-rei, dizendo o apelido, o qual foi logo dito a el-rei e ouvido dele e de toda sua casa, e, ficando espantado, dise aos sobrinhos: «Traição é isto!» e mais dizem que dise contra o sobrinho: «Se tu queres ser rei toma o reino, que eu em minha casa estou contente», mas, como Mulei Abraém entrou, logo foi encerrado em uma camara, e, apoderado de toda a casa e molheres d'el-rei e saindo polas ruas e cidade, fez que os almeriques [pregoeiros] e adais fosem pregoando: «Deos enxalce a el-rei Mulei Hamete!», de maneira que naquele dia foi obedecido por rei em Féz o novo e em Féz o velho, sem aver pesoa que ousase fazer, nem dizer outra cousa, posto que o Mulei Bohaçum era muito bemquisto, por ser muito bom homem e manso e quieto, e sempre pedio que o leixasem em sua casa, que ele alargava o reino a seu sobrinho, mas não lhe prestou nada, porque el-rei novo o teve preso até que morreo, e afírmão que foi mandado afogar» (Erro manifesto de Bernardo Rodrigues, porque Mulei Boahçum viveu aínda muitos anos).
Mulei Hamete sempre confiou a Mulei Abraém os comandos militares e missões diplomáticas de grande importância.
Foi nomeado governador das cidades de Mequinez, Salé e das províncias de Tadla. Por isso seu irmão Sidi Abedalá Celema governou por ele Xexuão a partir dessa data.

## Morte
Mulei Abraém vivia maioritariamente em Fez. Aí caíu doente em 1539. Desde algum tempo já sofria de uma disenteria amibiana que o tinha muito enfraquecido. Morreu no final do verão de 1539 com quarente e sete anos.